# Ростовский колледж искусств
Ростовский колледж искусств (РКИ) основан в 1900 году, когда музыкальные классы Ростовского отделения Императорского Русского музыкального общества под руководством М. Л. Пресмана (соученика и друга С. В. Рахманинова) стараниями  Пресмана были преобразованы в Ростовское Императорское музыкальное училище. Помимо образовательной деятельности новое учебное заведение проводит выступления оркестра, вечера вокальной и инструментальной музыки.

## История
За время существования колледжа неоднократно менялись названия, статус учебного заведения и его местоположение. В период деятельности М. Л. Пресмана училище первый раз переселяется из старого помещения (Казанский переулок — ныне угол Московской и Газетного) с тремя маленькими комнатками и залом для коллективных занятий в новое — на Большой Садовой, 83 с хорошим концертным залом (бывшее помещение женской гимназии); приобретается большое количество музыкальных инструментов и создается музыкальная библиотека. Во время Второй мировой войны здание было уничтожено, погибли музыкальная библиотека, инструментарий, оборудование и архивы. С 1943 года училище располагалось сначала на ул. Пушкинской, 95 на базе музыкальной библиотеки им. Римского-Корсакова, а впоследствии в доме актёра по ул. Горького. В 1969 году было построено новое здание (ул. Семашко, 132), в котором учебное заведение располагается и поныне.
- 1900 г. — официальная дата основания училища, основание четырёх первых отделений — пение-соло, фортепиано, струнных и духовых инструментов;
- 1918 г. — благодаря профессионализму педагогического коллектива и высокому уровню подготовки выпускников Музыкального училища, учебному заведению присвоен статус консерватории Ростовского отделения ИРМО;
- 1922 г. — реорганизация консерватории в Музыкально-практический институт;
- 1927 г. — возвращение к статусу среднего профессионального учебного заведения и переименование в Музыкальный техникум им. А. В. Луначарского было обусловлено становлением системы специального образования в стране;
- 1928 г. — открытие четырёх новых отделений по утвержденным Наркомпросом учебным планам — теоретико-композиторского, музыкально-педагогического, дирижерско-хорового и народных инструментов;
- 1936 г. — приказом Комитета по делам искусств Музыкальный техникум переименован в Музыкальное училище;
- 1959 г. — открытие отделения музыкальной комедии на базе вокального отделения;
- 1961 г. — открытие заочного отделения в связи с огромной потребностью в преподавательских кадрах для вновь открывающихся в 60-70-е годы музыкальных школ в Ростовской области;
- 1963 г. — переименование Музыкального училища в Ростовское училище искусств вследствие объединения с театральным училищем и открытием театрального отделения;
- 1974 г. — открытие отделения «Музыкальное искусство эстрады» по инициативе К. А. Назаретова (заведующий отделением, дирижер джаз-оркестра, профессор джазовой музыки);
- 1990 г. — открытие нового структурного подразделения училища — Школы эстетического воспитания для детей 4-7 лет;
- 1992 г. — открытие при Ростовском училище искусств Экспериментальной детской музыкальной школы для одаренных детей;
- 2002 г. — открытие отделения хореографии на базе училища и Музыкального театра;
- 2007 г. — присвоение учебному заведению статуса колледжа и переименование в Ростовский колледж искусств.
- 2012 г.— открытие нового корпуса.

Колледж возглавляли: М. Л. Пресман (1900—1912), Н. К. Авьерино (1913—1919), М. Ф. Гнесин (1919—1921), Н. З. Хейфец (1921—1930), М. И. Головенко (1930—1934), Г. С. Домбаев (1934—1937), М. А. Маньковская (1937—1964), Г. И. Безродный (1964—1976), А. И. Кусяков (1979—1981), Г. П. Ванденко (1981—1998), А. А. Усенко (1998—2002), И. Б. Ищенко (2002—н. в.).
В разные годы гостями училища были Л. Ауэр, А. Аренский, С. Рахманинов, Й. Сигети, А. Хачатурян, Р. Глиэр.